# Потёмкин, Яков Алексеевич
Я́ков Алексе́евич Потёмкин (10 октября 1782 — 1831) — русский офицер Наполеоновских войн (генерал-лейтенант, генерал-адъютант), командир Семёновского полка в 1812-20 гг.

## Биография
Яков Потёмкин родился в Санкт-Петербурге в дворянской семье генерала Алексея Яковлевича Потёмкина. Крещен 24 октября 1782 года в церкви Воскресения Христова при Обер-егермейстерском корпусе при восприемстве брата Ивана и сестры Екатерины.

В 1794 году Потёмкин был зачислен в Сухопутный шляхетный кадетский корпус, а затем переведён в Пажеский корпус, откуда в 1797 году был определён камер-пажом. Затем, 19 мая 1799 года Потёмкин был принят в Конный полк лейб-гвардии в чине поручика. 31 марта 1805 получил погоны полковника и в 1805 и 1807 гг. сражался с французами. Награждён 14 сентября 1807 года орденом Святого Георгия 4-го кл. № 805 
В воздаяние отличного мужества и храбрости, оказанных в сражении 24 мая против французских войск, в коем, быв командирован с полком при генерал-майоре Хитрово на подкрепление генерал-лейтенанта Дохтурова, атаковал неприятеля в засеках и, бросившись на него с мужеством и решительностию, принудил неприятеля ретироваться из леса в беспорядке и потом, поражая онаго с неустрашимостию, преследовал до самого Ломитена, несмотря на картечный неприятельский огонь, вытеснил онаго из деревни, чем нанес неприятелю жестокое поражение.
Принимал участие в Русско-шведской войне 1808—1809 г.г.
С 23 ноября 1809 года — шеф 2-го егерского полка. С 26 января 1810 года по 17 января 1811 года в отставке.
По возвращении на воинскую службу Потёмкин был назначен командиром 3-й бригады 17-й пехотной дивизии и шефом 48-го егерского полка, принимал участие в Отечественной войне 1812 года. 12 декабря 1812 г. был назначен командиром лейб-гвардии Семёновского полка, участвовал в заграничном походе русской армии, отличился в Кульмском сражении, за что был награждён орденом Святого Георгия 3-го класса.
Звание генерал-адъютанта получил 2 апреля 1814 года. С 22 июля 1819 года командир 2-й гвардейской пехотной дивизии.

## Семёновская история
Потёмкин не скрывал сочувствия к своим подчинённым — он с гордостью носил форму Семёновского полка. Мемуарист Ф. Вигель пишет по этому поводу:
Любимым полком императора, коего при отце еще был он шефом, Семеновским полком, командовал генерал-адъютант Яков Алексеевич Потемкин, отлично храбрый офицер, но раздушенный франтик, который туалетом своим едва ли не более занимался, чем службой. Офицеры любили его без памяти, и было за что. В обхождении с ними был он дружественно вежлив и несколько менее взыскателен перед фрунтом, чем другие полковые командиры. Дисциплина от того нимало не страдала.

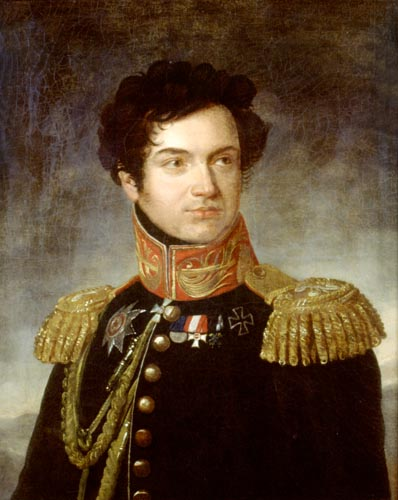
А. Ф. Ризенер. Портрет Я. А. Потёмкина. 1810−1820. Холст, масло. Музей-панорама «Бородинская битва».

Весной 1820 Михаил Павлович и Аракчеев добились перемещения генерала Потёмкина, представив его Александру I «неспособным, по излишнему мягкосердию, командовать полком». Вскоре Потёмкин был переведён из столицы в Рязань. Через полгода после этого солдаты Семёновского полка взбунтовались, и он был раскассирован.
Между тем Потёмкин был назначен 11 мая 1821 начальником 4-й пехотной дивизии. Дивизией командовал до 2 октября 1827, с 22 декабря 1824 года — генерал-лейтенант. В 1828—1829 гг. сражался в русско-турецкой войне. В 1830 году Яков Потёмкин получил назначение на должность временного генерал-губернатора Волынской и Подольской губерний.

## Награды
Ордена:
- Александра Невского с алмазами,
- Св. Анны 1-й и 2-й ст. с алмазами,
- Владимира 2-й,3-й и 4-й ст.,
- Георгия 3-го и 4-го кл.,
- почетный кавалер Ордена Иоанна Иерусалимского;
- прусские Пур ле Мерит и Красного Орла 2-й ст.,
- австрийский Военный Марии Терезии 3-й ст.;
- Кульмский крест;
- две золотые шпаги «за храбрость» (одна с алмазами).

## Семья
Был женат три раза:

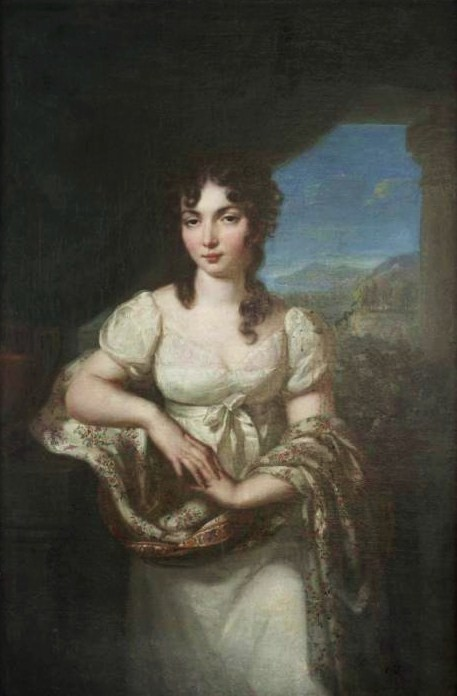
Варвара Ивановна, 1-я жена

Первая жена (с мая 1805 года) — Варвара Ивановна Сафонова (1786—01.11.1810), правнучка горнозаводчика А. Н. Демидова и купца М. И. Сердюкова. Умерла от чахотки на 24 году жизни через несколько дней после рождения дочери Александры (1810—1824). Обе похоронены на кладбище Александро-Невской лавры.
Вторая жена (с 20.01.1818) — Варвара Дмитриевна Бахметева (1799—12.05.1825), дочь генерал-майора Дмитрия Григорьевича Бахметева. Скончалась в Москве и, по словам А. Я. Булгакова, «смерть молодой, прекрасной Потёмкиной обратила на себя внимание целого города». В браке имели дочь и двух сыновей:
- Софья Яковлевна (1818—1887), с 1838 года была замужем за лифляндским помещиком бароном Эдуардом Генриховичем фон Вольфом (1817—1883).
- Александр Яковлевич (1820—после 1865), по отзыву родственницы, был «человек с большим вкусом и интересовался всем», в своем имении Оброчное имел прекрасную библиотеку, редкие оранжереи и сад фруктовый. «Несмотря на свою полноту и большой рост он был грациозен, лёгок и танцевал артистично». Супруга его, графиня Варвара Алексеевна Толстая, была «очень умная и достойная женщина»[6]. Оставил трёх сыновей и двух дочерей.
- Алексей Яковлевич (18.07.1822—15.07.1849), отставной поручик, был нижегородским губернским предводителем дворянства (с 12.03.1849). Женат на Варваре Петровне Нарышкиной (1821— ?), во втором браке она была за французом Шово.

Третья жена (с 15.01.1830) — Ольга Фёдоровна Брискорн (22.03.1808—1852), фрейлина двора, дочь сенатора Фёдора Максимовича Брискорна (1760—1819) от брака с Ольгой Константиновной Струковой (1776—1836; ур. Маврогени). Согласно воспоминаниям Е. А. Сушковой, «за миленькой и хорошенькой Ольгой Б. ухаживал князь Ростислав Долгоруков, он надеялся на взаимность и уже объяснился с нею, как она неожиданно для всех и для себя, кажется, дала слово шестидесятилетнему генерал-адъютанту. Бедный Ростислав очень грустил, поверял мне свои мысли, чувства, жажду мщения и раз зашел так далеко, что предложил жениться на мне, лишь бы доказать Ольге, что он и не думает больше о ней. Венчание было в Петербурге в Придворном соборе в Зимнем дворце.
Долли Фикельмон писала о чете Потёмкиных: «Он вдовец, жена его была интересной особой. Недавно он повторно женился на молодой и довольно красивой девушке из не очень родовитой, но богатой семьи, к тому же наследнице… Она красива, очень нежна, застенчива». В браке родилась дочь Александра умершая 17 ноября 1830 года в 3-х недельном возрасте. Овдовев, Ольга Федоровна в 1834 году вышла повторно замуж за генерал-лейтенанта Е. Ф. Мейендорфа (1794—1879).

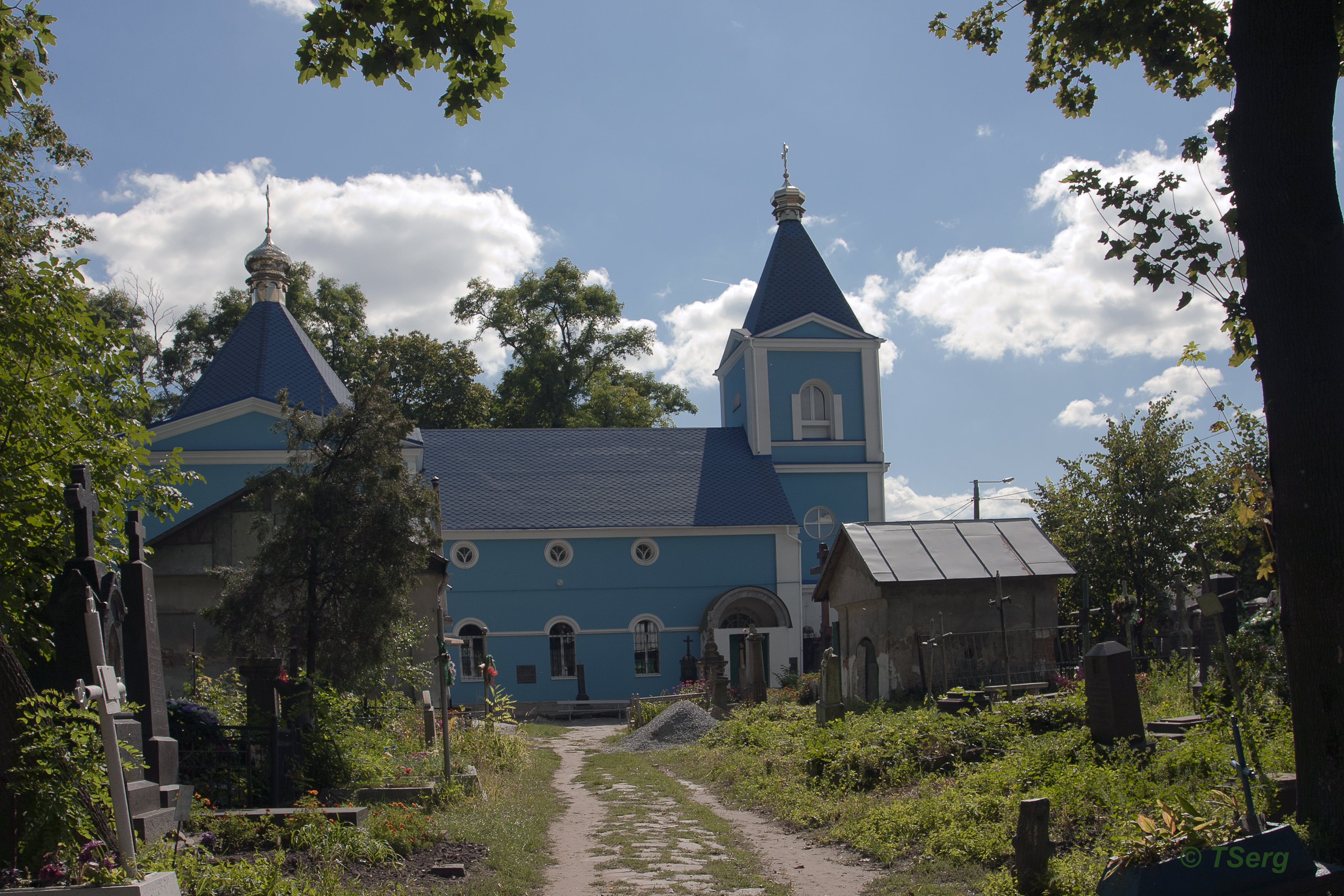
Церковь Св. Якова на Вильском кладбище г. Житомира

Потёмкин похоронен в Житомире на Вильском (Русском) кладбище, где его вдова в 1837 г. построила церковь во имя тезоименитого святого, Св. Апостола Иакова.